# Julio Prieto Martín
Julio Prieto Martín (Madrid, 21 de novembre de 1960) és un exfutbolista madrileny, que ocupava la posició de defensa. Va ser internacional espanyol en categories inferiors.
Va militar sobretot a l'Atlètic de Madrid, club en el qual va disputar set temporades en tres períodes, separades per una cessió al CE Castelló i tres anys al Celta de Vigo. Amb els matalassers va guanyar dos Copes del Rei, el 1985 i el 1991. Posteriorment, va jugar al CP Mérida i al Talavera CF.
En total, va sumar 305 partits a primera divisió, amb 32 gols.